# United Bahamian Party
United Bahamian Party (UBP) är ett politiskt parti på Bahamas. Partiet bildades 1956 och står för konservativa värden. 